# Wilhelmina Drucker
Wilhelmina Drucker (Amesterdão, Países Baixos, 30 de Setembro de 1847 - Amesterdão, Países Baixos, 5 de Dezembro de 1925) foi uma activista socialista, feminista e escritora holandesa. Foi uma das primeiras sufragistas nos Países Baixos e era também conhecida por escrever sob os pseudónimos Gipsy, Gitano e E. Prezcier.

## Biografia

### Nascimento e Família
Nascida a 30 de setembro de 1847, em Amesterdão, com o nome de baptismo Wilhelmina Elizabeth Lensing, mas tratada por "Mina" no seu seio familiar, Wilhelmina Drucker era filha da relação de Constantia Christina Lensing (1815-1902), uma modista de Amesterdão, e de Louis Drucker (1805-1884), um abastado banqueiro alemão de origem judaica, que se recusou a casar e, por conseguinte, reconhecer legalmente as suas duas filhas.

### Primeiros Anos
Crescendo com o estigma de filha ilegítima, apesar da relação dos seus pais ser do conhecimento público, a sua juventude foi marcada por várias adversidades, não só financeiras como sociais, que a marcaram profundamente, sobretudo durante os seus primeiros anos enquanto estudava numa escola primária católica. 

### Activismo Político e Sindicalismo
De modo a ajudar a sua família, muito nova assumiu a mesma profissão que sua mãe e rapidamente começou a integrar-se nas causas sindicalistas e sufragistas, lutando pela melhoria de salários e condições de trabalho para as mulheres, entre outras causas.  
A partir de 1886, participou em inúmeras reuniões do Bond Sociaal-Democratische, do sindicato De Unie, do Nederlandsche Bond, da Algemeen Kiesen en Stemrecht (Liga Holandesa de Sufrágio Geral) e da associação de livre-pensadores De Dageraad.
Nos anos seguintes, o socialismo passou a ser uma das suas maiores influências. Começou a discursar publicamente em encontros, protestos e outros eventos políticos, nomeadamente em Volkspark, em Amesterdão, sendo este o ponto de encontro da Associação Social Democrata (SDB), argumentando várias vezes as suas reivindicações com exemplos da sua experiência pessoal e outros casos em contexto mais amplo, analisando os mecanismos sociais que afetavam as mulheres e que poderiam ser capazes de conceber uma mudança e melhoramento nas suas precárias condições de vida.  

### Escândalo "George David" e Acção Judicial

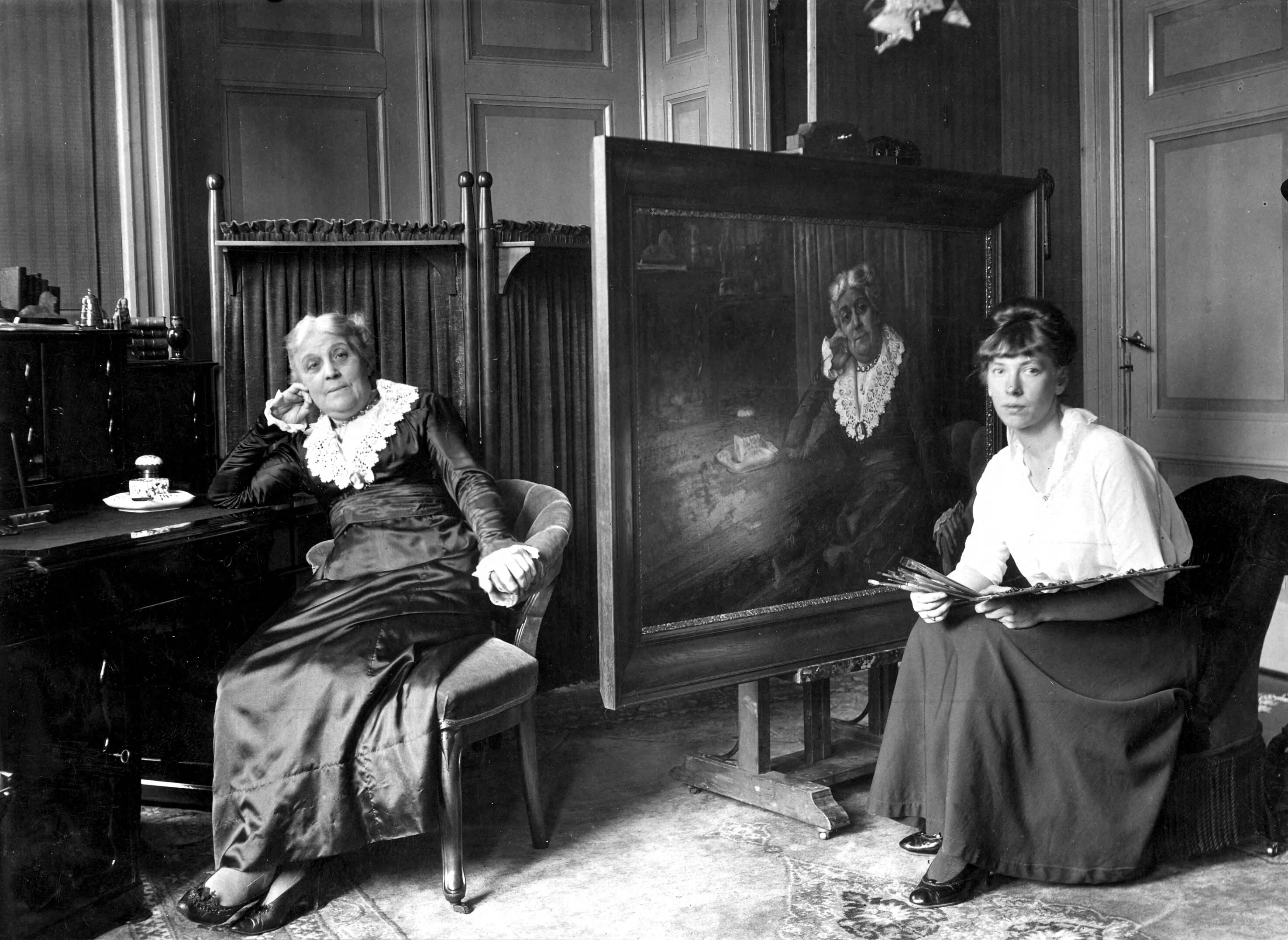
Wilhelmina Drucker, com o seu retrato pintado por Truus Claes em 1917, por ocasião do seu septuagésimo aniversário.

Anos mais tarde, Mina e a sua irmã Louise, escrevem o livro George David (1885), sob o pseudónimo de G. e E. Prezcier, onde atacavam não só os duplos padrões da moralidade de seu pai, que apenas havia reconhecido e legitimado os seus cinco filhos de sexo masculino, frutos de uma outra relação com Therese Temme, ao se casar com esta em 1869, como também davam exemplos da elevada ganância desta e dos seus meios-irmãos, lançando a dúvida sobre a possibilidade de estes terem cometido um homicídio para esconder várias histórias incriminatórias do seu passado.
Pouco tempo depois, as duas iniciaram também uma acção judicial contra o seu meio-irmão, o político liberal Hendrik Lodewijk Drucker, que havia recebido uma avultada herança de seu pai, Louis. Em 1888, conseguiram vencer o caso em tribunal, sendo finalmente reconhecidas como filhas de Louis Drucker aos olhos da lei. Tendo direito à herança, as duas puderam assegurar a sua independência financeira e, imediatamente depois disso, Mina, que sempre havia utilizado o apelido Drucker, mesmo quando não era considerada filha legítima, pode fundar e financiar várias associações e obras sociais.

### Feminismo e Imprensa Feminina

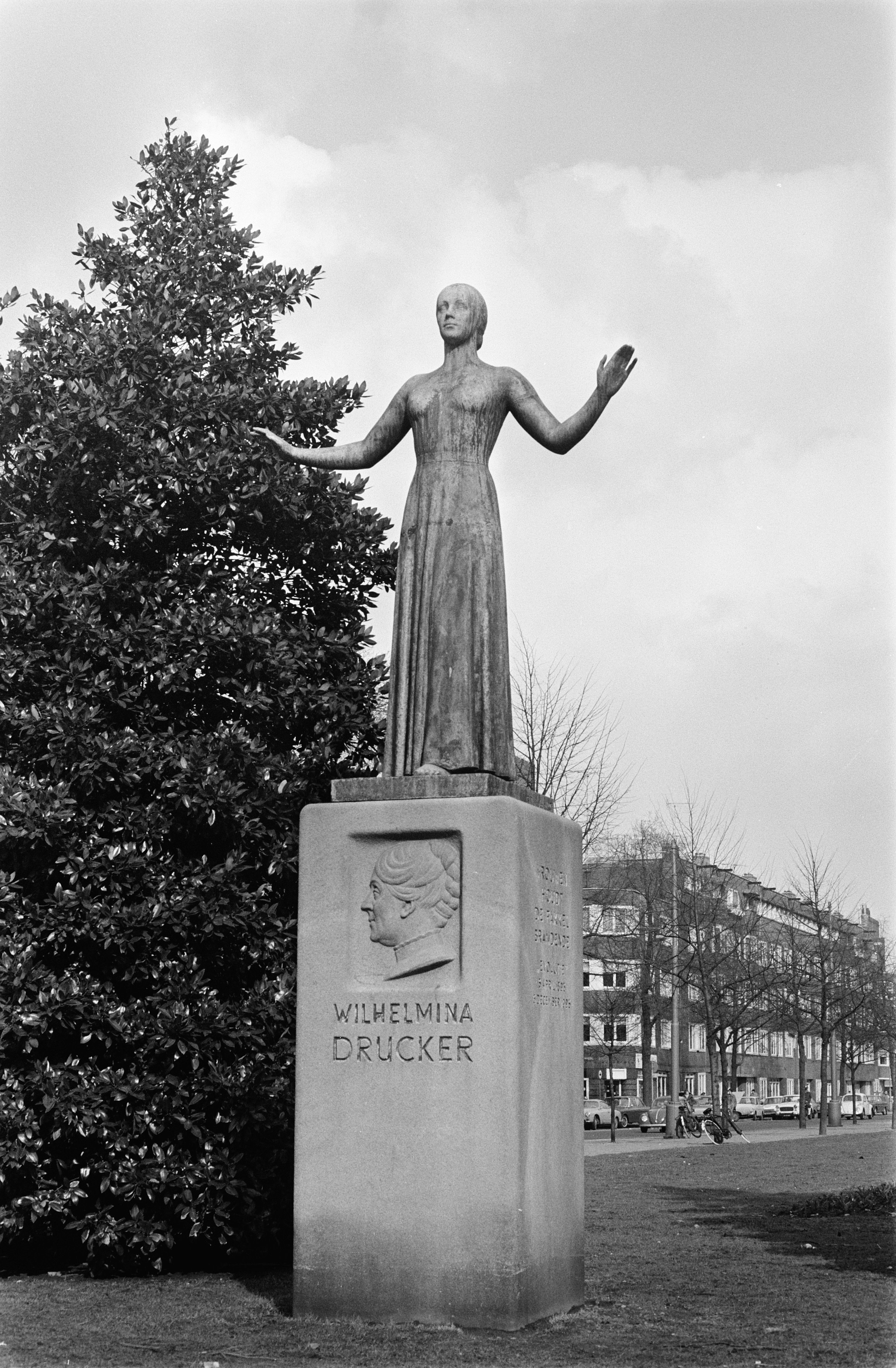
Memorial a Wilhelmina Drucker em Amesterdão, criado pelo escultor Gerrit Jan van der Veen, em 1939.

Nesse mesmo ano, Mina e outras mulheres de círculos radicais e socialistas criaram a De Vrouw (A Mulher), uma revista semanal e feminista para mulheres e jovens meninas, e um ano depois, em 1889, fundou a Vrije Vrouwen Vereeniging (VVV, ou Free Women Association), juntamente com cinco mulheres do círculo SDB, que em 1894 se tornou na Vereeniging voor Vrouwenkiesrecht (Associação dos Direitos da Mulher).
Em 1891, Wilhelmina Drucker representou a VVV no Congresso Socialista Internacional do Trabalho em Bruxelas, o segundo congresso da Segunda Internacional, onde ela e vários delegados da Alemanha, Áustria e Itália pediram para que todos os manifestos dos partidos socialistas, de todos os países ali presentes, incluíssem e apelassem à plena igualdade jurídica e política de direitos entre homens e mulheres, sendo esta medida aprovada e adoptada na sessão final do congresso.
Dois anos depois, em 1893, Wilhelmina Drucker fundou a revista semanal Evolutie (Evolution), com a editora, professora e amiga de longa data Theodore Haver, conhecida como Dora Schook-Haver ou simplesmente Dora Haver, até 1926.  
Durante esses anos, Wilhelmina Drucker também deu palestras na Holanda, envolveu-se no estabelecimento de vários sindicatos de mulheres trabalhadoras, e, em 1897, tornou-se membro da recém-fundada Vereeniging Onderlinge Vrouwenbescherming (OV, ou Women's Mutual Protection Society), que trabalhava pelos direitos das mães solteiras e dos seus filhos. Mina Drucker ainda afirmou que a OV era uma organização militante que unia todas as mulheres - casadas ou solteiras, com ou sem filhos - para trabalhar na esfera pública pelos direitos das mulheres e contra leis injustas ou de moralidade ultrapassada. Numa entrevista a um jornal local, explicou as suas ideias sobre a missão e o importante papel da OV, lançando também as bases para várias organizações ativistas que surgiram posteriormente, tais como a Blijf van mijn Lijf (literalmente 'Fique longe do meu corpo', uma rede de abrigos para mulheres vítimas de violência doméstica e abusos sexuais), a Vrouwen tegen Verkrachting ('Mulheres contra o estupro'), ou ainda o grupo feminista Dolle Mina, chamado de 'IJzeren Mina' (literalmente Iron Mina ou Mina Ferro, de acordo com a alcunha pela qual a activista era tratada) em homenagem a esta, em 1969.

### Falecimento
Wilhelmina Drucker morreu a 5 de dezembro de 1925, em Amesterdão, com 78 anos de idade, sem nunca ter casado ou deixado descendência. Foi sepultada no cemitério de Zorgvlied, junto de sua mãe e irmã. 

## Homenagens
Pelo 50º aniversário da Vrije Vrouwen Vereeniging (VVV, ou Free Women Association), em 1939, foi erguido um memorial em Churchillaan, Amesterdão. Denominada "Woman as a free human being" (Mulher como um ser humano livre), a estátua de bronze, criada através de uma iniciativa privada do Comitê de Depoimento Wilhelmina Drucker, foi esculpida pelo artista e activista Gerrit Jan van der Veen. No pedestal do monumento, encontra-se o retrato de Mina Drucker e a inscrição "Pela Paz, Liberdade, Desenvolvimento e Caridade".
Em 1969, em homenagem a Wilhelmina Drucker, foi criado o grupo de activistas radicais e feministas, de cariz marxista, Dolle Mina, também chamado de 'IJzeren Mina' (Iron Mina) tal como também era referida e conhecida a activista.
O seu nome foi ainda atribuído a várias ruas e avenidas nos Países Baixos, nomeadamente em Amesterdão, Apeldoorn, Alphen aan den Rijn, Waalwijk e Voorschoten. 

## Obras
- Over vrijen en trouwen, waar velen van houwen (Sobre fazer amor e casar, que muitos esculpem),1905 [9] (em neerlandês)
- Vrouwenarbeid in het verleden en in het heden: ede gehouden op de Algemeene Vergadering van den Nationalen Vrouwenraad in Nederland op 26 April 1906 (O trabalho das mulheres no passado e no presente: discurso proferido na Assembleia Geral do Conselho Nacional da Mulher, na Holanda, a 26 de abril de 1906), 1906 [10] (em neerlandês)
- Autour du travail de la femme, 1911 (em francês)
- Moederschap : sexueele ethiek (Maternidade: ética sexual), 1913 (em neerlandês)
- Waarom kiezen de vrouwen niet mee? (Porquê as mulheres não participam?), 1915 [11] (em neerlandês)
- Waarde voorstander(ster), 1916 (em neerlandês)
- Geen blinde volgelingen: opgedragen aan de leden der Vereeniging voor Vrouwenkiesrecht (Sem seguidores cegos: dedicado aos membros da Associação de Mulheres), 1916 (em neerlandês)
- De verbetering van het recht der vrouw. Par. 1. De Vrije Vrouwenvereeniging (A melhoria dos direitos da mulher. Par. 1. Associação das Mulheres Livres), 1918 (em neerlandês)
- Rapport van de Enquête-commissie, ingesteld door het Comité van Actie tegen het ontslag der gehuwde ambtenaressen (Relatório da Comissão de Inquérito, estabelecido pela Comissão de Acção contra a destituição de funcionários casados), 1928 (em neerlandês) (publicado postumamente)